# Mikhaïl Oumanski
Mikhaïl Markovitch Oumanski (en russe : Михаил Маркович Уманский, né le 21 janvier 1952 à Stavropol en RSFS de Russie et mort le 17 décembre 2010 à Augsbourg) est un grand maître international par correspondance du jeu d'échecs.

## Biographie et carrière
Dans sa jeunesse, Oumanski finit deuxième du tournoi de Russie junior en 1965 et 1966, 3e-4e du championnat d'URSS junior en 1967, et 1er-3e de ce même championnat en 1968.
En 1966, il obtient le titre de maître national et en 1997 celui de maître international sur l'échiquier.
Oumanski se spécialisa dans le jeu par correspondance à partir de 1973, il fut le champion de Russie en 1974 et celui d'URSS par correspondance en 1978 et le champion du monde par correspondance de la 13e édition du championnat ICCF (1989-1998). 
Il résida en Allemagne de 1998 à sa mort et fut affilié à la fédération allemande à partir de 2001.
En 2003, Oumanski remporta le tournoi des champions du monde ICCF.

## Mémorial Oumanski
En 2011, la Fédération Russe des Echecs par Correspondance a organisé un tournoi international d'échecs en sa mémoire, qui a été remporté par l'Italien Eros Riccio .